# ドワーフ (トールキン)

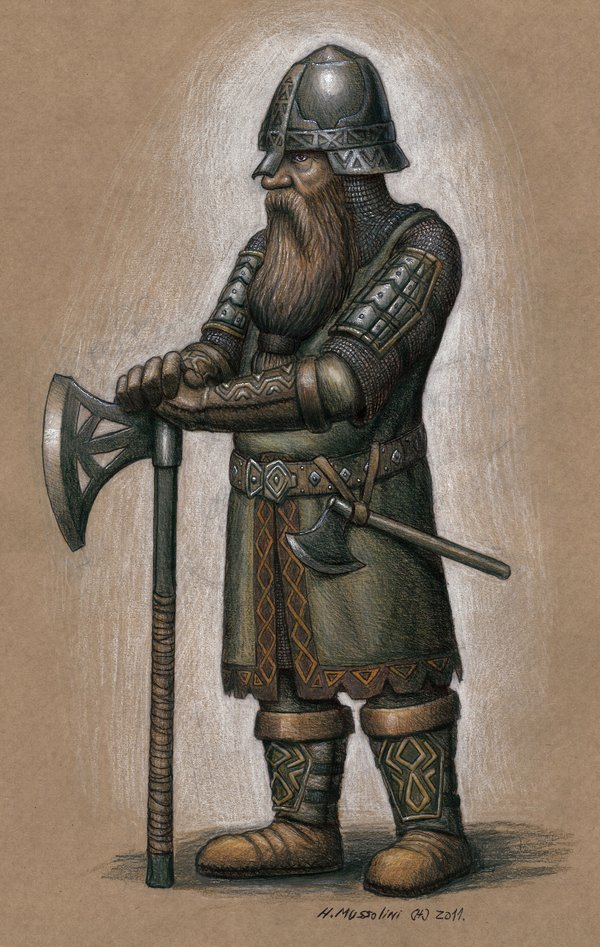
トールキンのドワーフ

J・R・R・トールキンの架空世界である中つ国においてドワーフ（英語: Dwarf、複数形: Dwarves）は背の低い頑健な種族であり、全員がひげを生やしている事が特徴である。他種族に対して植物や動物を含めてあまり親密とは言えず、ホビットに対してはまだ友好的な場合が多いが、エルフに対しては昔から不信感を抱いていることが見られる（一部除く）。典型的なドワーフは鍛冶や石工を職業としており、かれらが作り出す作品の中にはエルフの作品よりも優れたものもある。また礼儀もあり義を重んじるものの、他種族とは不和になることさえある。

## 概要
エルフや人間と異なり、ドワーフはイルーヴァタールの子らには数えられない。ドワーフは鍛冶を司るアウレによって作られた。しかしアウレには自らの作品に独立した生命を与える力がなかった。その力はイルーヴァタールのみが持っているのであり、万物の父たるイルーヴァタールの模倣であったからである。アウレはこれを懺悔し、イルーヴァタールにドワーフを作り出したことを告白し打ち壊そうとした。これを見たイルーヴァタールはアルダの創造の計画にドワーフを加えることを約束し、ドワーフにすでに独立した生命が宿っていることを告げる。このことからドワーフはイルーヴァタールの養子と呼ばれる。アウレは七人のドワーフの父祖を作り、すべてのドワーフはかれらの子孫であった。かれらはエルフが創造されるまでは眠りにつかされた。ドワーフはアウレの影響からか工芸品の加工を好み、よく木を斧で切り倒し、木の牧人エントがヤヴァンナの願いによって生みだされる原因ともなる。
トールキンの作品に登場するドワーフのほとんどはドゥリンの民である。ドゥリンの民はカザド＝ドゥームのドゥリン1世に始まる部族であり、長鬚族とも呼ばれる。著名な例外としては『シルマリルの物語』で語られる青の山脈のドワーフの街ノグロドとベレゴストに住むドワーフがある。
かれらは中つ国の山々から貴金属を採掘し、加工した。最も有名なドワーフの貴金属はミスリルである。さまざまな点で、ドワーフはエルフと人間の中間に位置している。かれらは不死ではないが、250年以上の寿命を持っている。かれらは一般的に人間よりも堕落しがたい種族であるが、欲に駆られて性急な行いをする点では共通している（特に有名なのはエル・シンゴルの殺害とアーケン石をめぐる諍いであろう）。
ドワーフの言語はアウレによって創造され、クズドゥルと呼ばれている。ドワーフは自分たちの言葉を秘密にしていたため、人間やエルフにとってはなじみのない言語である。ただし、ひとつだけ有名なドワーフの言葉がある。それは古くは第一紀までさかのぼる古代の鬨の声である。「バルク カザード！カザード アイ＝メーヌ！」"Baruk Khazâd! Khazâd ai-mênu!"と発音され、「ドワーフの斧だ！ドワーフが汝らを討つぞ！」の意である。
トーリン・オーケンシールドは『ホビットの冒険』において、12人のドワーフを伴って袋小路屋敷を訪れ、財宝を取り戻す旅にビルボを加える。
ギムリは『指輪物語』において指輪の仲間に加わり、エルフのレゴラスと親友になる。

### ドワーフの女性
『指輪物語』及び『ホビット』にはドワーフの女性は登場しない。『指輪物語』追補編の『ドゥリンの一族』の章にはドワーフの女性は男性と全く見分けがつかないと言う記述があり、このことから女性も髭が生えているのだろうと言う推測が生まれた。

## 名前
ドワーフは自分たちの種族をカザド (Khazad) と呼んでいる。これはアウレがかれらに与えた名前である。この言葉はシンダール語においてはハゾドリム (Hadhodrim) 、クウェンヤにおいてはカサリ (Casari) と訳された。ノルドールの間ではカサリがドワーフを指す一般的な言葉であったが、シンダールはナウグリム (Naugrim) あるいはノゴスリム (Nogothrim) 、つまり「成長を阻害された者」と呼ぶ。
中つ国のドワーフの名前は、その多くが古エッダの『巫女の予言』から取られている。

## 英語への影響
トールキンの著作である『ホビットの冒険』と『指輪物語』が人気を博したことにより、ファンタジー文学においてこの種族をあらわす用語としてdwarvesを使うことが普及した。トールキン以前はdwarfs（綴りが異なる）が用いられていた。たとえばディズニーの『白雪姫と七人の小人』Snow White and Seven Dwarfsにおいてもdwarfsが用いられていた。事実、後者の綴りが一般的であったため、『指輪物語』の植字工はトールキンのdwarvesをdwarfsに「訂正」したほどである。
トールキンによれば、dwarfの「本当の『歴史的』な」複数形はdwarrowsかdwerrowsであるという。かれはかつてdwarvesを「個人的な誤った文法」と述べている。しかし『指輪物語』の追補編Fにおいて、ドワーフが現在の英語で語られることが多かったならば、人間(man)の複数形menが保持されているごとく、dwarfの特殊な複数形も保持されたはずであると述べている。dwarrowという形はモリアの名前であるDwarrowdelfにのみ現れている。トールキンは代わりにElfの複数形Elvesに対応するDwarvesを用い、意味が読者にとってわかりやすいようにした。一般と異なる用語を用いたことは、神話やおとぎ話に登場する同じような名前を持つ生き物とトールキンのドワーフを区別する役割も果たした。

## 作中に登場するドワーフ
- エレボール遠征に向かった13人のドワーフ
  - トーリン・オーケンシールド(Thorin II / Oakenshield)
  - バーリン(Balin)
  - ドワーリン(Dwalin)
  - オイン(Oin)
  - グローイン(Gloin)
  - ドーリ(Dori)
  - ノーリ(Nori)
  - オーリ(Ori)
  - フィーリ(Fili)
  - キーリ(Kili)
    - 以下3名はドゥリンの家系ではない

  - ビフール(Bifur)
  - ボフール(Bofur)
  - ボンブール(Bombur)

- 指輪の仲間
  - ギムリ(Gimli)

- その他
  - スロール(Thrór)
  - スライン2世(Thráin II)
  - ダインⅡ世(Dáin II)

## 註
1. ↑  (The Letters of J. R. R. Tolkien, 138)
2. ↑  (The Letters of J. R. R. Tolkien, 17）